# Symbolika faszystowska
Faszyzm jest ruchem różnorodnym i występuje w wielu odmianach, szczególnie rozpowszechnionych w okresie międzywojennym. Jego zwolennicy w poszczególnych krajach posługują się więc różnoraką symboliką. Często nawiązuje ona do specyfiki historii danego narodu, wzorując się w przeważającej liczbie przypadków na symbolice faszystowskiej, przyjętej we Włoszech i Niemczech.

## Faszystowskie Włochy
Symbolem faszyzmu w jego włoskim wcieleniu pod przywództwem Benito Mussoliniego był fasces (od którego ruch wziął swoją nazwę). Były to wiązki rózg (poza Rzymem z zatkniętym w nie toporem) noszone przez liktorów przed najwyższymi urzędnikami, symbol ich władzy. Topór symbolizował w nich władzę nad życiem i śmiercią.

## Hitlerowskie Niemcy
Niemiecka odmiana faszyzmu, nazywana narodowym socjalizmem, przyjęła tradycyjny salut rzymski, jako sposób pozdrawiania się wewnątrz organizacji. Głównym symbolem nazizmu, popularnym i często używanym już od czasów starożytnych przez wiele kultur, była swastyka. Przez nazistów postrzegana była jako znak kultury aryjskiej, do której Niemcy mieli rzekomo należeć. Pomimo że swastyka przed zaadaptowaniem jej na potrzeby hitlerowskich Niemiec była popularnym symbolem, dziś najczęściej utożsamiana jest właśnie z narodowym socjalizmem.
Podobnie jak faszyzm włoski, nazizm zaadaptował elementy swojej spuścizny etnicznej, wykorzystując historyczne symbole w celu lepszego oddania charakteru swego nacjonalizmu. Czynny na przełomie XIX i XX wieku austriacki mistyk i literat Guido von List wywarł ogromny wpływ na Reichsführera SS Heinricha Himmlera, który wprowadził różnorodne starożytne germańskie symbole do wyposażenia SS, zwłaszcza stylizowane podwójne runy Sieg, które stały się symbolem całej formacji. Innymi historycznymi symbolami używanymi przez niemieckie siły zbrojne w III Rzeszy były m.in. Wolfsangel i Totenkopf („trupia głowa”), których unowocześnionymi wersjami „ozdabiano” mundury i insygnia.

## Inne kraje
W innych krajach również pojawiły się ruchy faszystowskie lub bardzo do nich zbliżone. Posługiwały się one własną symboliką, m.in.:
- Głównym symbolem Brytyjskiej Unii Faszystów pod przywództwem Sir Oswalda Mosleya była flaga nazywana Błyskawica i Koło[6][7], przyjęta w 1936 roku. Widniały na niej „błyskawica czynu” i „koło jedności”, które miały symbolizować wartości ważne dla przyszłego faszystowskiego Państwa Brytyjskiego[8]. Znak ten określany był przez oponentów Mosleya jako „Błyskawica w Garnku”. Uprzednio ruch ten używał jako symbolu złotego fascesu znajdującego się w środku czerwonego koła, umieszczonego na niebieskim tle[9].
- Austriacki Front Ojczyźniany (Vaterländische Front, partia Engelberta Dollfußa i Kurta Schuschnigga, uważanych przez niektórych badaczy za twórców tzw. austrofaszyzmu) używał symbolu biało-czerwonego krzyża nazywanego Kruckenkreuz[10][11].
- Uważany często za faszystowski grecki Reżim 4 sierpnia używał za swój znak podwójnego topora nazywanego Labrys bądź Pelekys. Uważany on był przez dyktatora, generała Ioannisa Metaxasa za najstarszy symbol cywilizacji helleńskiej[12].
- Symbolem węgierskich faszystów, członków Nyilaskeresztes Párt (Strzałokrzyżowców) był strzałokrzyż[13][14].
- Symbolem norweskiej partii faszystowskiej Nasjonal Samling był Krzyż Świętego Olafa[15].
- Rywale António de Oliveira Salazara z ruchu narodowosyndykalistycznego używali Krzyża Zakonu Rycerzy Chrystusa.
- Symbolem rumuńskiej Żelaznej Gwardii był potrójny krzyż, zazwyczaj czarny, mający oznaczać kraty więzienne i męczennictwo. Czasem nazywany był Krzyżem Michała Archanioła, uznawanego przez członków ruchu za swego patrona[16].
- Symbolem hiszpańskiej Falangi były strzały i jarzmo (uprząż), które były również symbolami katolickich monarchistów[17][18]. Każda ze strzał reprezentuje jedno z dawnych pięciu królestw Hiszpanii[19].
- Polski Ruch Narodowo-Radykalny posługiwał się symbolem falangi. Dziś ten symbol bywa wykorzystywany przez neofaszystów, neonazistow, skinheadów, pseudokibiców[20][21][22][23][24][25].
- Brazylijscy integraliści posługiwali się znakiem greckiej litery sigma znajdującej się w białym okręgu na zielonym tle[26][27].

## Związki z neopogaństwem
W wielu przypadkach symbole łączone z ruchami faszystowskimi, ale wywodzące się z tradycji indoeuropejskiej (takie jak właśnie swastyka), używane są przez niefaszystowskie neopogańskie ruchy i organizacje, takie jak islandzki Ásatrú czy walijski Cadw. Niektóre germańskie neopogańskie grupy wyrażają sprzeciw wobec wykorzystywaniu ich symboli w celach politycznych, zwłaszcza przeciwko określaniu ich jako „faszystowskie”. Wytoczyły one nawet proces walczącej z antysemityzmem Lidze Przeciw Zniesławieniu (ADL), która na swojej stronie internetowej przedstawiła symbole neopogańskie jako neonazistowskie.

## Sytuacja prawna
Poniżej znajdują się wizerunki graficzne symboli, spośród których niektóre używane były przez narodowosocjalistyczny rząd III Rzeszy lub organizacje ściśle z nim związane, jak również przez partie, których działalność została w Niemczech zakazana na mocy wyroków Federalnego Trybunału Konstytucyjnego.
Używanie insygniów i oznaczeń organizacji (takich jak swastyka czy strzałokrzyż), których działalność jest w Niemczech zakazana, może być nielegalne również w takich krajach jak Polska, Austria, Węgry, Czechy, Francja, Brazylia i inne. W Polsce mówi o tym art. 256 kodeksu karnego (Dz.U. z 2022 r. poz. 1138), a w Niemczech – art. 86a kodeksu karnego (StGB).

## Symbole

Flaga z rzymskim fascesem – symbolem włoskiego faszyzmu.
Flaga NSDAP (w latach 1935–1945 oficjalna flaga III Rzeszy) ze swastyką – symbolem niemieckiego nazizmu.
Flaga Frontu Ojczyźnianego z Kruckenkreuzem – symbolem austriackiego faszyzmu.
Flaga z Błyskawicą i Kołem – symbolem brytyjskich faszystów Oswalda Mosleya.
Historyczna flaga partii Fine Gael – symbol irlandzkiego faszyzującego – Ruchu Błękitnych Koszul.
Flaga z Jarzmem i strzałami – symbolem Falangi hiszpańskiej.
Flaga z godłem Narodowo-Socjalistycznego Ruchu Holenderskiego – ugrupowania holenderskich narodowych socjalistów.
Flaga z napisem „REX” – symbolem walońskich Reksistów.
Godło Nasjonal Samling z Krzyżem św. Olafa wpisany w tzw. krzyż słoneczny – symbolem norweskich faszystów Vidkuna Quislinga.
Flaga Narodowej Organizacji Młodzieżowej z labrysem – symbolem greckich faszystów.
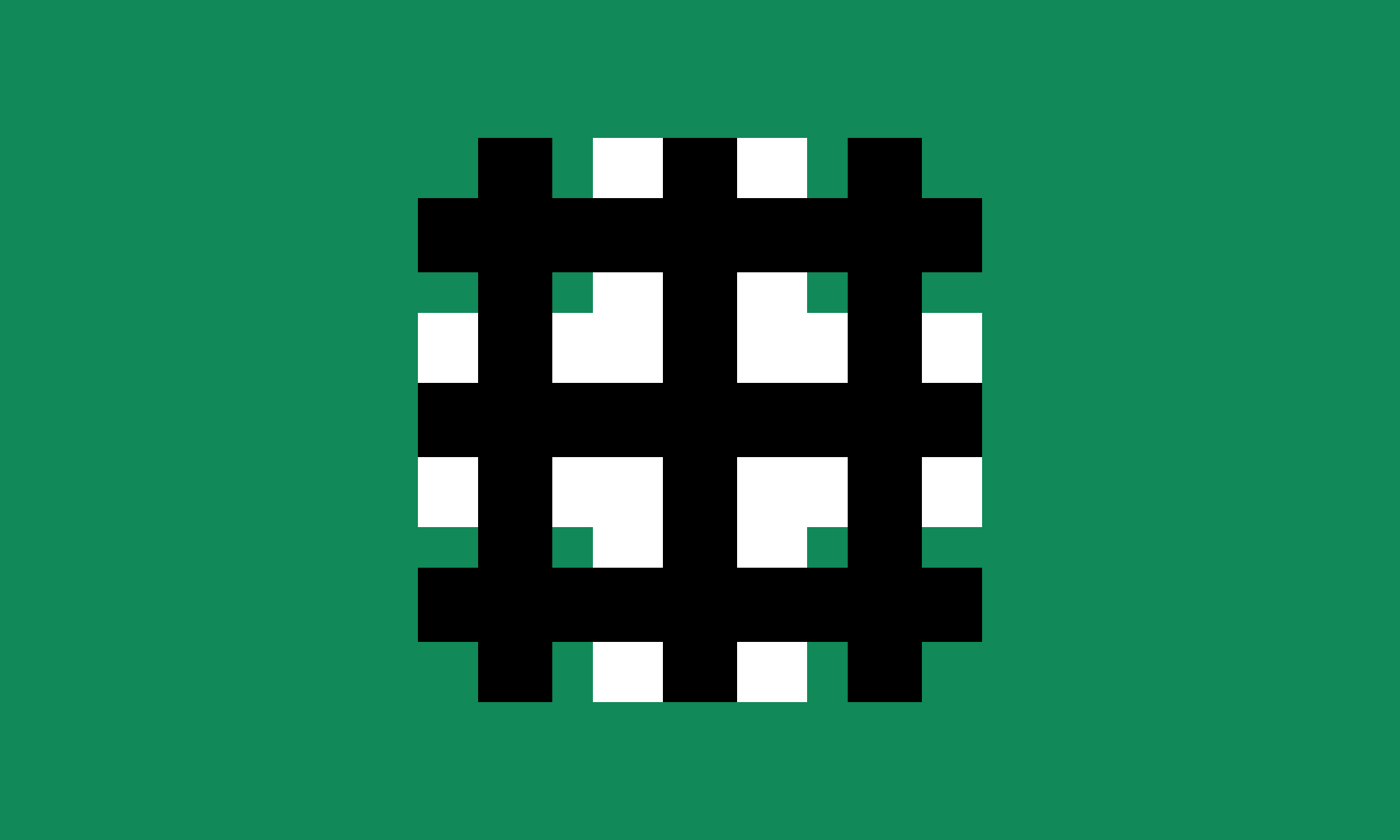
Flaga z Krzyżem Michała Archanioła – symbolem rumuńskiej Żelaznej Gwardii.
Flaga Niezależnego Państwa Chorwackiego z literą '„U” – symbolem chorwackich ustaszów.
Flaga ze strzałokrzyżem – symbolem węgierskich Strzałokrzyżowców.
Flaga z symboliką czechosłowackiego ugrupowania faszyzującego – Vlajka
Flaga z sigmą – symbolem brazylijskiego integralizmu.
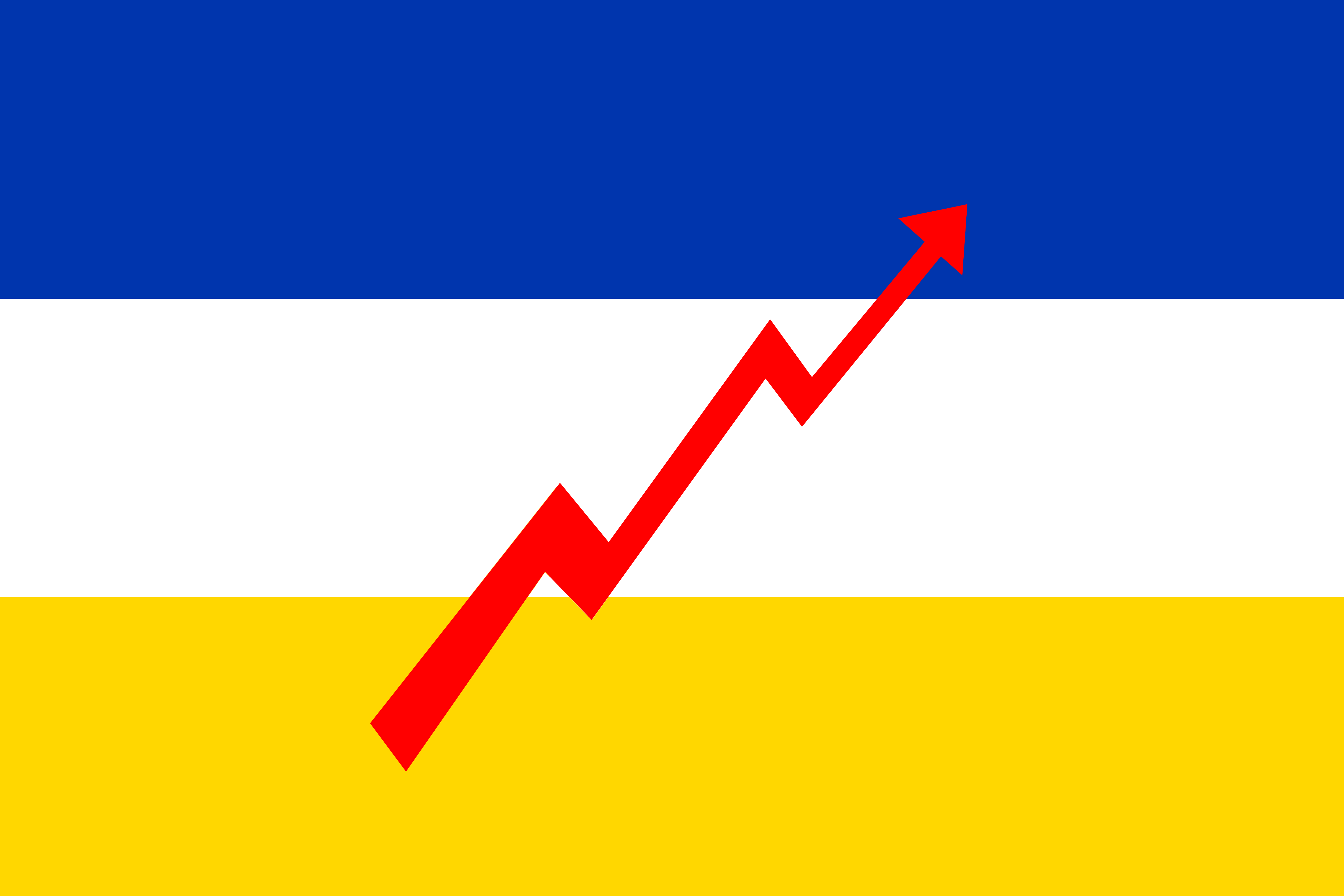
Flaga z błyskawicą – symbolem chilijskich narodowych socjalistów.
Flaga z falangą – symbolem Ruchu Narodowo-Radykalnego w Polsce